# Jan II van der Lede
Jan II van der Lede (ca. 1270 - Beusichem, 16 augustus 1304) was de laatste heer van der Lede (ook wel Ter Leede) vanaf 1284 tot zijn dood.

## Levensloop
Jan II was vermoedelijk een (bastaard-)kleinzoon of neef van Jan I van der Lede. Zijn ouders zijn genealogisch nog niet achterhaald, maar hij zou gelinkt worden aan een oudere broer genaamd Herbaren van der Lede, ambachtsheer van Haastrecht.
In documenten is teruggevonden dat Van der Lede borg stond in 1288 voor een grafelijke verzoening tussen Floris V van Holland en Herman VI van Woerden. In 1286 leende of stond Van der Lede borg voor 2000 pond aan Gijsbrecht IV van Amstel, die het verschuldigd was aan Floris V van Holland. Mogelijk ontstond uit deze lening een huwelijk tussen Gijsbrecht IV van Amstel en Jans dochter Johanna van der Lede.
In 1302 koos Jan II de kant van de graaf van Vlaanderen omtrent de erfopvolging voor het graafschap Holland, dit omdat graaf Floris V van Holland jaren daarvoor zijn havenplaats Schoonhoven had verpand aan Nicolaas van Kats. Schoonhoven zou ook de laatste stad in Holland zijn die de zijde van Vlaanderen had verkozen (zie Beleg van Schoonhoven (1304)) mogelijk door invloed van Van der Lede. In 1304 sloot hij zich bij het Vlaamsgezinde leger aan, geleid door Jan van Renesse, dat zich moest terugtrekken via de Lek. Ter hoogte van Beusichem dacht Van Renesse te kunnen ontsnappen via een klaarliggende gondel. Maar de boot waarin hij zat en waar ook Jan II van der Lede zich in bevond sloeg in de chaos van paniek om, Van der Lede verdronk vervolgens in de Lek.
Graaf Jan II van Avesnes van Holland, verklaarde vervolgens het eigendom van de landgoederen van Van der Lede (rondom Leerdam en Leerbroek) voor verbeurd en gaf het later aan de Van Arkels.